# Szkoła Podstawowa im. bł. ks. Jerzego Popiełuszki w Majdanie Sieniawskim
Szkoła Podstawowa im. bł. ks. Jerzego Popiełuszki w Majdanie Sieniawskim – szkoła podstawowa w Majdanie Sieniawskim.

## Historia
Początki szkolnictwa w Majdanie Sieniawskim są datowane na początek XIX wieku, gdy powstała szkoła parafialna przy cerkwi pw. św. Michała Archanioła, która jest wzmiankowana w Schematyzmie Greckokatolickiej Eparchii Przemyskiej z 1830 roku Schola Parochialis. Nauczycielami byli adj. Alex. Barczyszewski (1831, 1835) i adj. Panteleon Pazyniak (1847–1849).
24 maja 1843 roku Anna Zofia Sapieżanka założyła w Majdanie Sieniawskim ochronkę, która następnie została przekształcona w szkołę parafialną, której nauczycielem został ks. Łukasz Kijowski, a w 1860 roku organista Franciszek Batuciński. 
W 1868 roku szkoła została zreorganizowana na państwową trywialną, a 24 maja 1874 roku rozporządzeniem Rady Szkolnej Krajowej zmieniona na etatową 2-klasową. W 1876 roku zbudowano drewniany budynek szkolny. 
Szkoły wiejskie były męskie, a od 1890 roku były mieszane (koedukacyjne). Od 1879 roku szkoła posiadała nauczycieli pomocniczych. Pomocnikami byli: Józefa Kunaszewska (1879–1881), Piotr Król (1882–1884), Ksawera Polańska (1883–1885), Włodzimierz Ferencowicz (1885–1887), Zofia Wodzińska (1888–1889), Maria Mordas (1889–1893), Janina Roskoszówna (1893–1895), Tekla Trembicka (1895–1897), Andrzej Gałęzyka (1898–1901), Emilia Zawadówna (1901–1902), Ksawera Rolińska (1902–1903; 1909–1911), Franciszek Kawalec (1903–1904), Jan Marek (1904–1906), Emilia Mięsowicz (1906–1907), Zofia Niewiadomska (1907–1914?).
W 1920 roku szkoła została wyremontowana, ale w 1935 roku budynek z powodu złego stanu technicznego zawalił się. W latach 1935–1936 zbudowano nowy budynek szkolny. Podczas II wojny światowej w szkole była kwatera wojsk niemieckich, co spowodowało jej częściowe zdewastowanie. 
W 1945 roku szkoła ponownie rozpoczęła działalność, a długoletnim kierownikiem i dyrektorem w latach 1948–1998 był Piotr Bojarski. W latach 1998–1999 ukończono budowę nowej części budynku szkolnego. Patronem szkoły jest bł. ks. Jerzy Popiełuszko.
Kierownicy i dyrektorzy szkoły w Majdanie Sieniawskim
1843–1859. ks. Łukasz Kijowski.
1859–1868(?). Franciszek Batuciński (organista).
1868–1871. Jan Drzałowski.
1871–1873. Szymon Tryniecki.
1874–1875. Posada nie obsadzona.
1875–1894. Ludwik Zachuta.
1894–1895. Jan Stelmachowicz.
1895–1897. Stanisław Jakubowski.
1897–1901. Józef Jędrzejowski
1901–1903. Adolf Roliński.
1903–1909. Wawrzyniec Gacek.
1909–1910. Jan Kalinowski.
1910–1911. Jan Wilczek.
1911–1920. Władysław Loebl.
1920–1929. Józef Knotz.
1929–1944. Zofia Niewiadomska.
1945–1948. Mieczysław Sokalski.
1948–1998. Piotr Bojarski.
1998–1999. Stanisław Pokrywka.
1999–2000. Irena Korchowiec.
2000–2001. Maria Kierepka.
2001–2021. Renata Goch.
2021-2024. Małgorzata Leja.
2024-nadal Magdalena Gwóźdź
W 1904 roku powstała następna szkoła w przysiółku "Końska Ulica". Pomocnicami były: Stanisława Lichaczewska (1912–1914(?), Maria Kosturkiewicz (1924).
Nauczyciele kierujący w Końskiej Ulicy
1904–1908. Helena Czupówna.
1908–1914(?). Maria Rozwadowska.
1924. Eugenia Kosturkiewicz.

## Znani absolwenci
- prof. Adam Gruca (1893–1983)
- Sł. Boża Julia Buniowska (1924–1944)